# Ophthalmitis hypophayla
Ophthalmitis hypophayla là một loài bướm đêm trong họ Geometridae.